# Ormenis planata
Ormenis planata är en insektsart som först beskrevs av Fabricius 1803.  Ormenis planata ingår i släktet Ormenis och familjen Flatidae. Inga underarter finns listade i Catalogue of Life.